# Diane Borg
Diane Borg (* 12. September 1990 in Pietà) ist eine ehemalige maltesische Leichtathletin, die sich auf den Sprint spezialisiert hat.

## Sportliche Laufbahn
Erste Erfahrungen bei internationalen Meisterschaften sammelte Diane Borg im Jahr 2005, als sie bei den Jugendweltmeisterschaften in Marrakesch mit 12,11 s und 25,39 s jeweils in der ersten Runde über 100 und 200 Meter ausschied. Anschließend nahm sie dank einer Wildcard im 100-Meter-Lauf an den Weltmeisterschaften in Helsinki teil und schied dort mit 12,61 s in der Vorrunde aus. Zudem gewann sie bei den Spielen der kleinen Staaten von Europa (GSSE) in Andorra la Vella mit der maltesischen 4-mal-100-Meter-Staffel in 47,21 s die Silbermedaille hinter dem zyprischen Team und sicherte sich auch mit der 4-mal-400-Meter-Staffel mit 3:50,29 min die Silbermedaille hinter Zypern. Im Jahr darauf kam sie bei den Europameisterschaften in Göteborg mit 12,42 s nicht über den Vorlauf über 100 Meter hinaus und 2007 schied sie bei den Halleneuropameisterschaften in Birmingham mit 7,60 s in der ersten Runde im 60-Meter-Lauf aus. Im Juni belegte sie dann bei den GSSE in Monaco in 12,36 s den sechsten Platz über 100 Meter, gewann mit der 4-mal-100-Meter-Staffel in 46,65 s die Silbermedaille hinter dem zyprischen Team und sicherte sich mit der 4-mal-400-Meter-Staffel in 3:47,92 min die Bronzemedaille hinter den Teams aus Zypern und Island. 2009 gelangte sie bei den GSSE in Nikosia mit 12,41 s auf den fünften Platz über 100 Meter und belegte in beiden Staffelbewerben den vierten Platz. Anschließend schied sie bei den Junioreneuropameisterschaften in Novi Sad mit 12,58 s in der Vorrunde über 100 Meter aus. 2011 kam sie bei den Halleneuropameisterschaften in Paris mit 7,69 s nicht über den Vorlauf über 60 Meter hinaus und im Juni siegte sie in 24,27 s im 200-Meter-Lauf bei den GSSE in Schaan und gewann in 11,89 s die Silbermedaille über 100 Meter hinter der Zyprerin Ramona Papaioannou. Zudem siegte sie mit der 4-mal-100-Meter-Staffel in 46,30 s. Anschließend schied sie bei den U23-Europameisterschaften in Ostrava mit 12,11 s und 25,12 s jeweils in der Vorrunde über 100 und 200 Meter aus, ehe sie bei den Weltmeisterschaften in Daegu mit 12,22 s im Vorlauf über 100 Meter aus. Im Jahr darauf schied sie bei den Europameisterschaften in Helsinki mit 12,14 s und 24,68 s jeweils in der Vorrunde über 100 und 200 Meter aus und schied dann bei den Olympischen Sommerspielen in London mit 11,92 s in der ersten Hauptrunde über 100 Meter aus. Zudem war sie Fahnenträgerin Maltas während der Abschlussveranstaltung der Spiele. 2013 belegte sie bei den Spielen der kleinen Staaten von Europa in Luxemburg in 12,25 s den fünften Platz über 100 Meter und gelangte über 200 Meter mit 24,86 s auf Rang vier. Zudem wurde sie mit der 4-mal-100-Meter-Staffel disqualifiziert. Im Jahr darauf kam sie bei den Commonwealth Games in Glasgow mit 12,12 s und 24,74 s jeweils nicht über den Vorlauf über 100 und 200 Meter hinaus und verpasste mit der Staffel mit 46,75 s den Finaleinzug. Daraufhin beendete sie ihre aktive sportliche Karriere im Alter von 24 Jahren.
2014 wurde Borg maltesische Meisterin im 100- und 200-Meter-Lauf.

## Persönliche Bestleistungen
- 100 Meter: 11,89 s (+1,8 m/s), 1. Juni 2011 in Schaan
  - 60 Meter (Halle): 7,60 s, 3. März 2007 in Birmingham
- 200 Meter: 24,15 s (−0,2 m/s), 2. Juni 2012 in Marsa